# Санта-Анна (округ Старр, Техас
Санта-Анна (англ. Santa Anna) — переписна місцевість (CDP) в США, в окрузі Старр штату Техас. Населення — 12 осіб (2020).

## Географія
Санта-Анна розташована за координатами 26°40′9″ пн. ш. 98°33′28″ зх. д. / 26.66917° пн. ш. 98.55778° зх. д. (26.669238, -98.557884).  За даними Бюро перепису населення США в 2010 році переписна місцевість мала площу 1,82 км², уся площа — суходіл.

## Демографія
Згідно з переписом 2010 року, у переписній місцевості мешкало 13 осіб у 6 домогосподарствах у складі 3 родин. Густота населення становила 7 осіб/км².  Було 10 помешкань (6/км²).
Расовий склад населення:
| - 100,0 % — білих |

До двох чи більше рас належало 0,0 %. Частка іспаномовних становила 92,3 % від усіх жителів.
За віковим діапазоном населення розподілялося таким чином: 23,1 % — особи молодші 18 років, 53,8 % — особи у віці 18—64 років, 23,1 % — особи у віці 65 років та старші. Медіана віку мешканця становила 55,5 року. На 100 осіб жіночої статі у переписній місцевості припадало 160,0 чоловіків;  на 100 жінок у віці від 18 років та старших — 150,0 чоловіків також старших 18 років.
Цивільне працевлаштоване населення становило 11 осіб. 